# Granica słowacko-ukraińska
Granica słowacko-ukraińska – granica państwowa, pomiędzy Słowacją a Ukrainą, istniejąca od powstania Słowacji w wyniku podziału Czechosłowacji 1 stycznia 1993. Jest zewnętrzną granicą UE.

## Przejścia graniczne

### drogowe
- Vyšné Nemecké – Użhorod
- Ubľa – Małyj Bereznyj.

### kolejowe
- Maťovce – Użhorod
- Čierna nad Tisou – Czop

### piesze i rowerowe
- Mali Selmency – Veľké Slemence

## Granica czechosłowacko-ukraińska
W okresie pomiędzy 24 sierpnia 1991 a 31 grudnia 1992 obecna granica słowacko-ukraińska była granicą czechosłowacko-ukraińską, powstałą po uzyskaniu przez Ukrainę niepodległości od ZSRR i istniejącą do rozpadu Czechosłowacji.